# بمب سگ تنبل
بمب سگ تنبل (انگلیسی: Lazy Dog) بمب‌های دارتی شکل کوچکی هستند که نوعی پرتابه انرژی جنبشی غیر هدایت شونده محسوب می‌شوند. این بمب‌ها به صورت معمول ۴۴ میلیمتر طول، ۲۰ گرم وزن و ۱۳ میلیمتر قطر دارند.

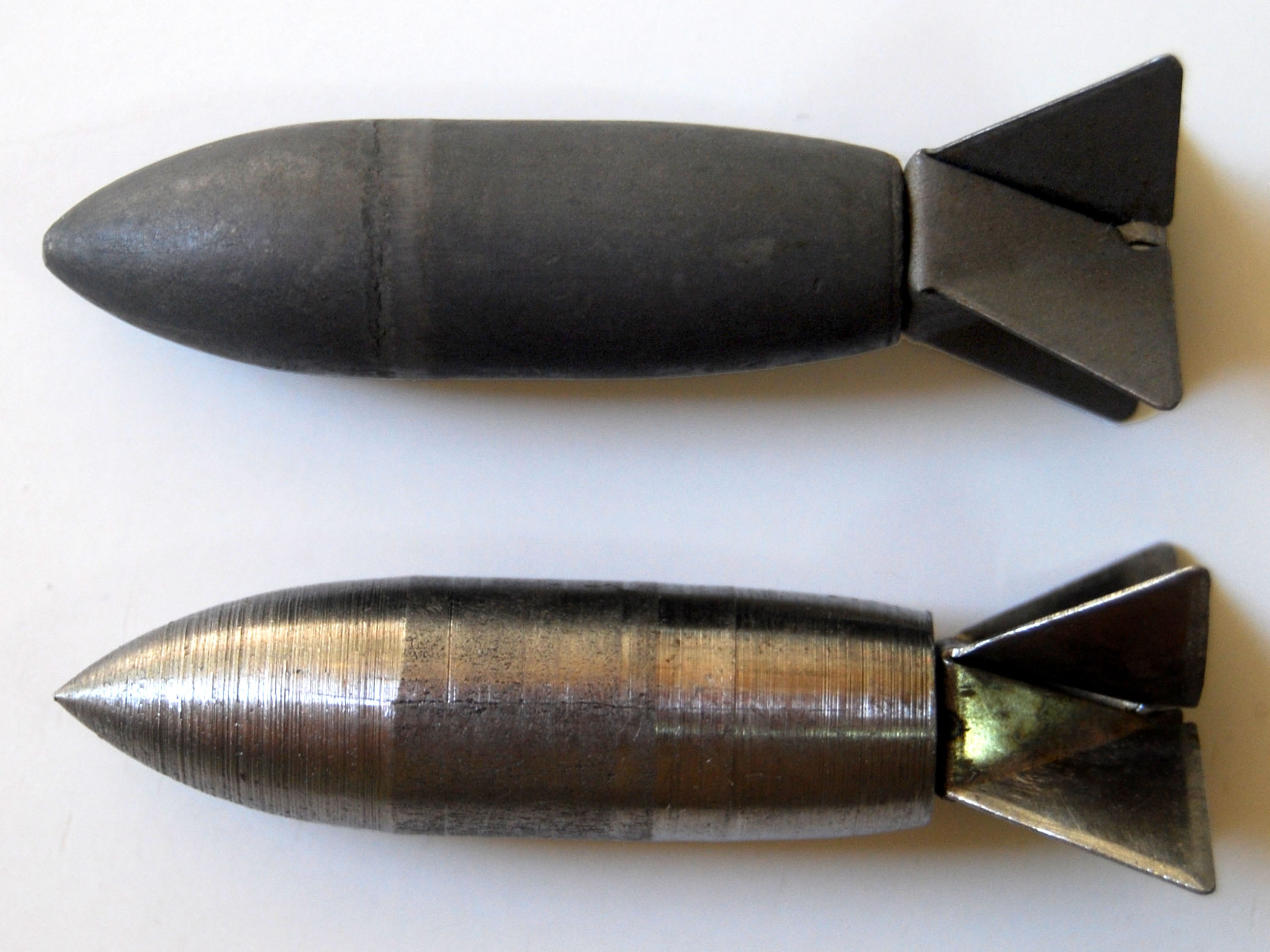
دو نوع از بمب سگ تنبل

این بمب‌های کوچک هیچ ماده منفجره‌ای را با خود حمل نمی‌کنند اما به صورتی طراحی شده‌اند تا در هنگام پرتاب از هواپیما انرژی جنبشی زیادی پیدا کنند. این طراحی به بمب‌ها توانایی مرگباری را می‌دهد که می‌تواند باعث تلفات نفرات دشمن شود و همچنین به واسطه سرعت زیادش توانایی نفوذ در کیسه‌های شنی و خودروهای زرهی سبک را دارد. ساخت این نوع بمب بسیار ساده و ارزان بوده و تنها در یک پرواز می‌توان تعداد بسیار زیادی از این بمب‌ها را در منطقه‌ای وسیع فرو ریخت. از سوی دیگر به واسطه عدم وجود مواد منفجره در این بمب‌ها، پس از رسیدن به زمین دیگر هیچ گونه خطری ندارند و پس از پایان جنگ مانند مهمات منفجر نشده (مین، گلوله عمل نکرده) باعث تلفات غیرنظامی نمی‌شوند. از این نوع بمب در جنگ کره و جنگ ویتنام استفاده گسترده‌ای شد.